# Cirrhencyrtus bimaculatus
Cirrhencyrtus bimaculatus är en stekelart som först beskrevs av Luis De Santis 1939.
Cirrhencyrtus bimaculatus ingår i släktet Cirrhencyrtus och familjen sköldlussteklar. Inga underarter finns listade i Catalogue of Life.